# Musée de la Coutellerie

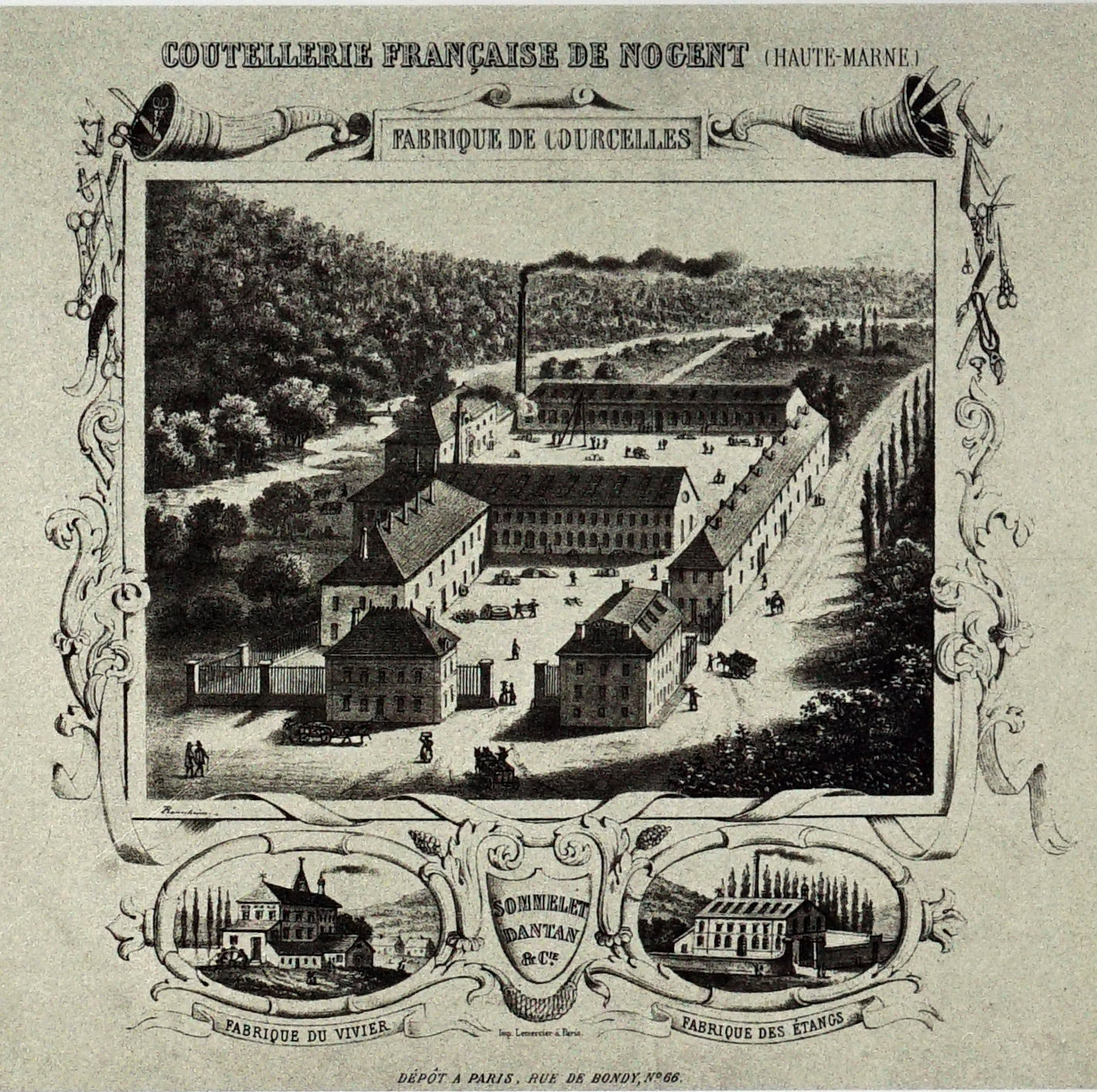
Historische Ansicht einer Besteckfabrik in Nogent

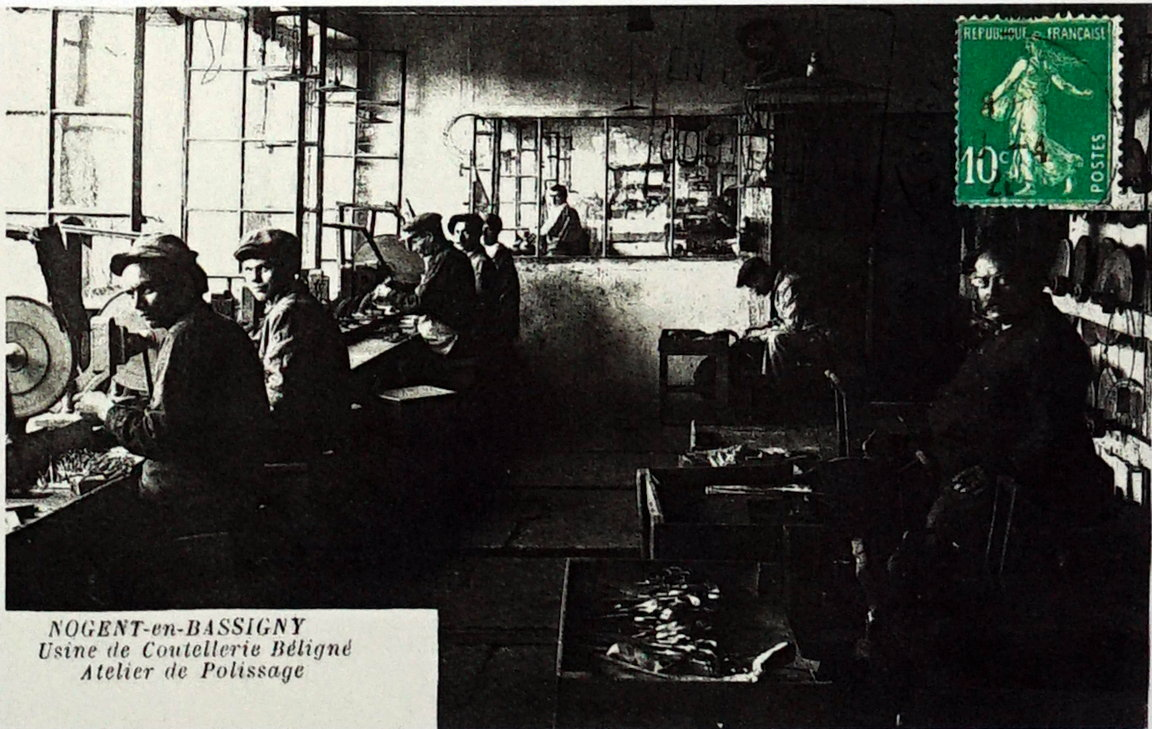
Polierwerkstatt in der Coutellerie Béligné

Das Musée de la Coutellerie (Besteckmuseum) ist ein kulturgeschichtliches Museum in der Stadt Nogent im französischen Département Haute-Marne. Es hat den Status eines Musée de France.

## Geschichte und Sammlungen
Die Stadt Nogent ist seit dem 17. Jahrhundert für die Produktion von Schneidwaren und Besteck bekannt. Zur Wahrung dieses kulturellen Erbes wurde 1991 ein Museum eingerichtet, das die technische und soziale Komponente der Besteckherstellung vom 18. Jahrhundert bis heute zeigt. Untergebracht ist es in einer ehemaligen Besteckfabrik an der Place Charles de Gaulle.
Der Aufbau der Sammlung begann bereits 1988. Im Laufe der folgenden Jahre wurde sie durch Spenden, Vermächtnisse und Ankäufe ständig vermehrt. Der größte Zugang aus fast 3500 Einzelteilen wurde von einem bekannten Nogentan-Sammler erworben. Der Gesamtbestand umfasst heute über 8000 Objekte, geordnet in die sieben Besteckkategorien Schließbesteck, Tafelbesteck, Berufsbesteck, Scheren, Handwerkzeuge, Toiletten- und chirurgisches Instrumentarium.
In der Dauerausstellung werden neben historischen Schneidwaren auch rekonstruierte Werkstätten gezeigt. Herausragende Messerschmiede und Unternehmen werden besonders gewürdigt.

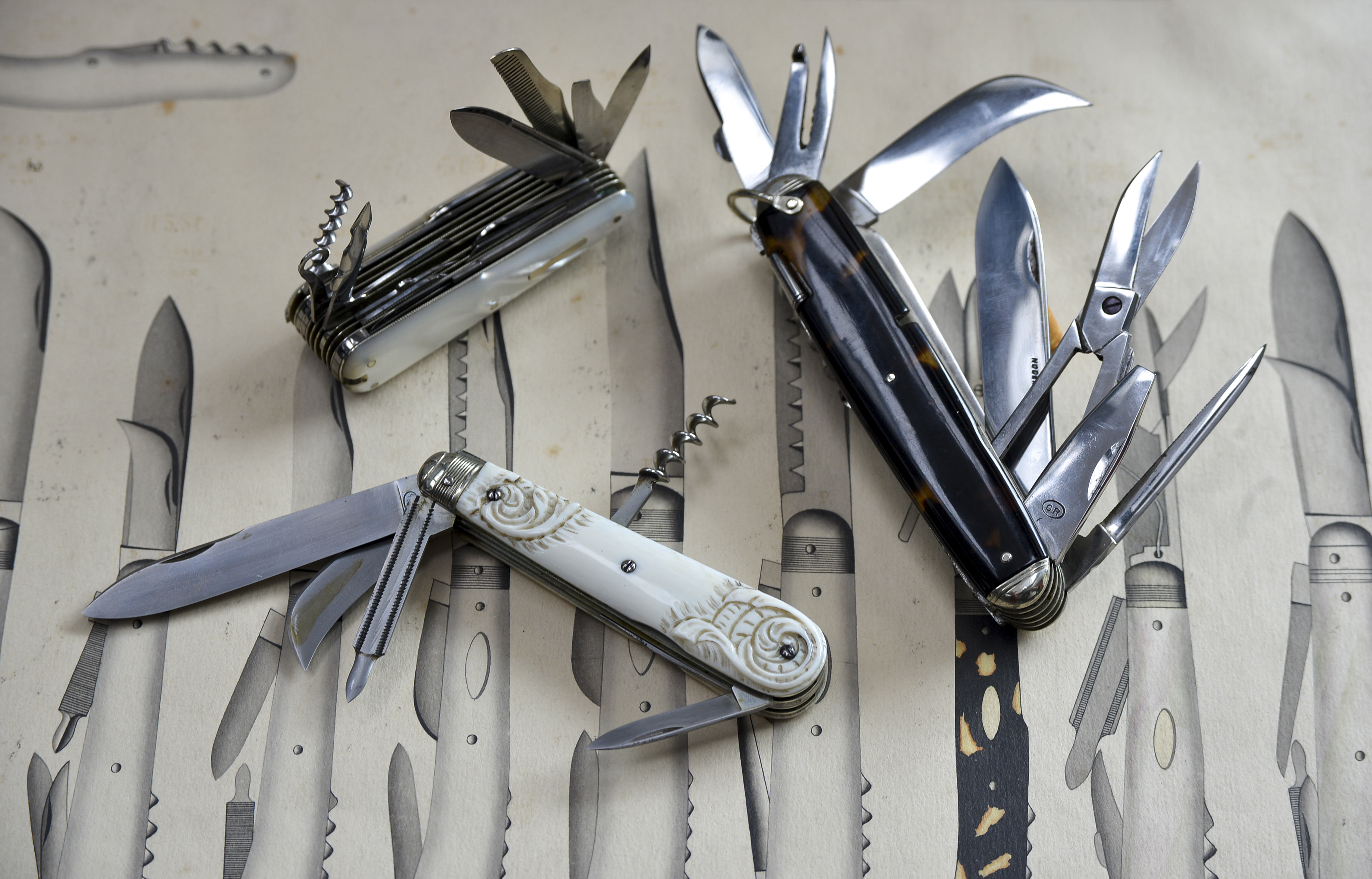
Taschenmesser
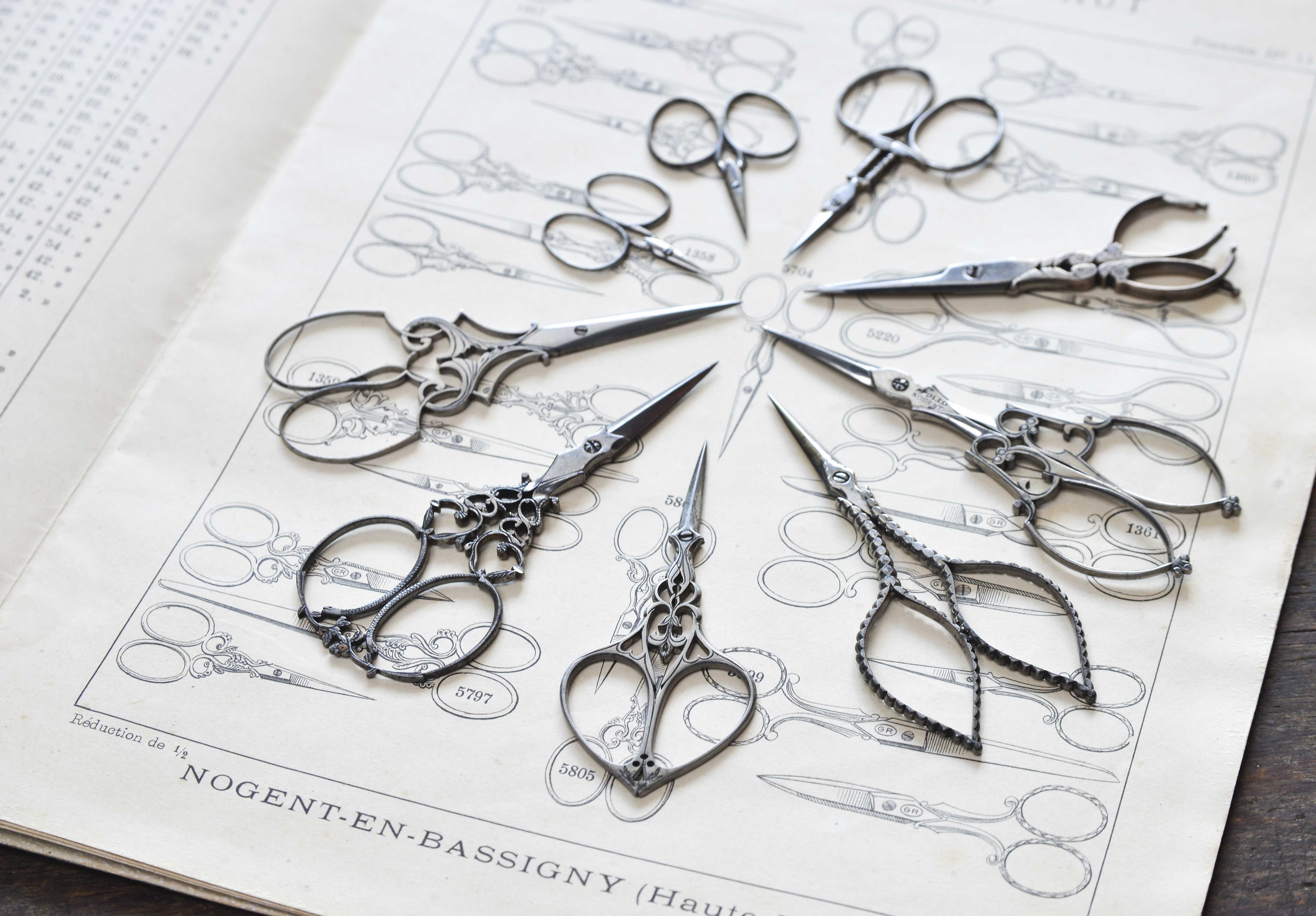
Scheren